# Невірівські

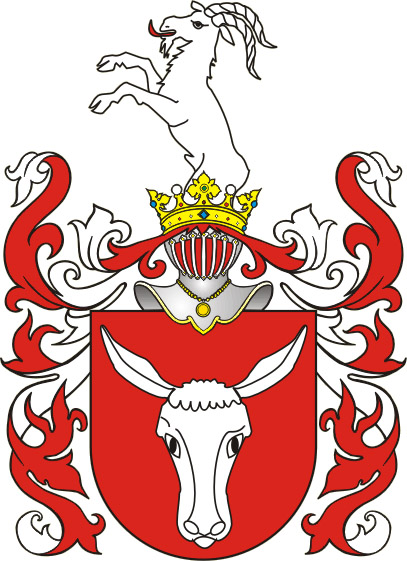
Полукоза або Polkozic - основний і найбільш давній герб роду Невірівських, первісно гілки роду Лігез

Невірівські (пол. Niewiarowscy, рос. Неверовские біл. Невяровские) також Неверовські, Нєвяровські, Нєвєровські, Невєровські, Невіровські, Невяровичі, Неверовичі себто Пани Невірівські/Невяровські  або  Пани чи Лицарі з Невіріва (Невярова) (пол. Pany z Niewiarowa) - слов’янський, польський, литовський, (старо)руський, білоруський, український, шляхетський, козачий і дворянський, а також єврейський Дім (Доми) або Рід (Роди) і Родини даного прізвища (прізвища) в Королівстві Польському, Великому Князівстві Литовському, Речі Посполитій, Гетьманщини, Імперії Всеросійській, а також громадяни сучасної Польщі, Білорусі, України, Росії, Литви, Чехії, Німеччини, США, Англії та ін. 
Припускається, що більшість Родин і Родів з таким прізвищем (прізвищами) - спільного кореня, нащадки і спадкоємці або у той чи інший спосіб пов’язані з першим родом такого імені, заснованим представником Роду (Дому) Лігез з Королівства Польського, Лицарем (Паном) Яном, шляхтичем (римо)католицького віросповідання, Воєводою (Герцогом) Лечицьким, який за участь у Битві під Грюнвальдом 14 ст. отримав від короля землі у Воєводстві (Герцогстві) Краківському, де уфундував маєток Невірів (пол. Niewiarow, рос. Неверов).
У наш час коли люди з цим прізвищем живуть по всьому світу - зокрема Польща, Росія, Україна, Білорусь, також у наслідок еміграції - у Чехії, США, Німеччині. На початку 90-х років 20 сторіччя у Польщі мешкали 2452 особи з таким прізвищем.

## Історія
Засновник роду Невірівських Ян Лігеза, воєвода Лечицький, уфундувавши хутір і маєток Невірів (Niewiarow, Невяров, Невєров, Неверов, Неверів) у Краківському воєводстві вніс у дом Лігезів нове прізвище Невірівських, близько 1389 року. Помер близько 1419 року. Похований у Неговичах.
Польський шляхетський рід Невірівські (Неверовські) належить до герба Полукоза (Półkozic).
Інші польські родини, які належать до цього герба:

## Люди з таким прізвищем

### Невірівські з Польщі (Корони)
- Невірівський Адам (*бл.1465)- шляхтич гербу Полукоза;
- Невірівська Олена (1656-1732) - бабуся останнього польського короля Станіслава II Августа; Понятовського;
- Невірівський Іриней або Невяровські Іренеуш (нар. 1953) - польський політик;
- Невірівський Вацлав або Нєвяровські Вацлав (нар. 1942 - помер 2007) – польський політик;
- Невірівська Тереза або Нєвяровська Тереза - композиторка;

## Невірівські з Литви (Білорусі)
- Невірівський Іван Якович (1774, Город Слуцьк, Князівство Литовське, Річ Посполита - Город Слуцьк, Губернія Мінська, Імперія Всеросійська), записаний як Невяровський (пол. Jan Niewiarowski) - син священника, студент (01.10.1790-1796) і викладач польської мови (1795) у Школах Київської Академії, також згадується як перекладач польської мови (1794) у Київському військовому суді [1];

## Невірівські з України (Гетьманщини)
- Невірівський Іван Васильович - значковий товариш Переяславського полку, дід Неверовського Д.П., нібито син священника, ймовірний засновник (старо)руської або як тоді казали (мало)російської, української і задніпровський гілки цього первісно сходозахідного, західнословенського, польського і литовського роду;
- Невірівський Петро Іванович - сотник Бубнівської сотні Переяславського полку, (мало)російський, а отже і український дворянин, городничий Золотоноші, батько генерала Невірівського Д.П.;
- Невірівський Дмитрій Петрович часом також Неверовський - нащадок (старо)руської і козачої, української і задніпровської гілки первісно польського роду Невірівських, герой Великої Війни французів і росіян та їх союзників, жителів і країн Європи, Заходу (Франківщини, Німеччини, Польщі) і тогочасної Неосяжної Русі (Росії) і Старої, Малої Русі (Гетьманщини, України), а також країн Азії, Татарщини у її складі 1812 року;

## Невірівські Малопольщі
- Невірівський (Невяровський, Неверовський) Антон - батько одного з представників цієї гілки роду, польський землевласник ймовірно з Воєводства Краківського, який брав участь у Січневому повстанні представників народу польського 1863-1864 проти самодержавства (Імперії Всеросійської), за що був засланий до Сибіру;

## Невірівські з Курщини

Невірівська Софія Алоїзівна (1911-2004) - київська і українська педагогиня і філософиня у сфері історії, уродженка Курщини, жертва сталінізму, мати дослідника і мандрівника Г.Г.Роде

- Невірівський Алоїзій Антонович (1859-1918) - один з представників цієї гілки роду, син революціонера Антона Невірівського, на початку 20 сторіччя працював земським фельдшером у Селах і Містечках Губернії Курської і Воронізької;
- Невірівська Софія Алоїзівна (1911-2004) - київська і українська педагогиня і філософиня в сфері історії, відома як Залізна Софі (рос. Железная Софа), дочка Алоїзія Невірівського, жінка комсомольського діяча і педагога, жертви сталінських репресій Козиря Федосія Сидоровича (1911-1938) і винахідника Г.Х.Роде, мати дослідника і мандрівника Г.Г.Роде, «руська православна» за віросповіданням, однак з повагою до свого польського, римо-католицького коріння, тому поминається в храмах усіх основних українських конфесій - УПЦ, УПЦ КП, ПЦУ, УГКЦ, РКЦвУ, також деякими іудеями і магометанами, враховуючи заступництво її предків і родичів за іудейську меншину і її татарське (та можливо караїмське) коріння;